# أوليفييه رامبو
أوليفييه رامبو (بالفرنسية: Olivier Rambo)‏ هو لاعب كرة قدم فرنسي في مركز الوسط، ولد في 8 سبتمبر 1974 في لا ترينيت ‏ في فرنسا. لعب مع إي أس نانسي ونادي تولون.

## وصلات خارجية
- أوليفييه رامبو على موقع رابطة كرة القدم الفرنسية للمحترفين (الإنجليزية)
- أوليفييه رامبو على موقع قاعدة بيانات كرة القدم.إي يو (الإنجليزية)